# Gillian (cràter)
Gillian és un cràter d'impacte en el planeta Venus de 14,7 km de diàmetre. Porta el nom d'un antropònim llatí, i el seu nom va ser aprovat per la Unió Astronòmica Internacional el 1994.